# (1013) Tombecka
(1013) Tombecka ist ein Asteroid des Hauptgürtels, der am 17. Januar 1924 vom russischen Astronomen Beniamin Pawlowitsch Schechowski in Algier entdeckt wurde. Benannt ist der Asteroid nach dem französischen Chemiker Daniel Tombeck.
Seine Umlaufbahn hat eine Große Halbachse von 2,7 und eine Bahnexzentrizität von 0,21. Er bewegt sich in 4,4 Jahren um die Sonne. Die Bahn ist 11,9° gegen die Ekliptik geneigt.
Der Asteroid hat einen Durchmesser von 32 km und eine Albedo von 0,16. In ca. 6 Stunden rotiert er um die eigene Achse.